# Frederick William Beckley Jr.
Frederick William Kahapula Beckley Jr. (Honolulu, 7 de maio de 1874 - 20 de dezembro de 1943) foi um político, historiador e educador nativo do Havaí. Ele foi o último intérprete oficial da Suprema Corte do Havaí durante o Reino do Havaí e foi o primeiro professor de língua havaiana na Universidade do Havaí.

## Biografia
Ele nasceu em 7 de maio de 1874, em Honolulu, filho de Frederick William Kahapula Beckley Sênior e Emma Kaili Metcalf. Ele era descendente de linhagens principalmente de seus pais, e seus ancestrais incluíam o Alto Chefe Ho'olulu e o Capitão George Charles Beckley, ambos conselheiros do Rei Kamehameha I. Seu pai morreu em 1881 e sua mãe se casou novamente em 1887 com Moses Kuea Nakuina, que se tornou o padrasto de Beckley. Desde cedo, ele se interessou pela língua e história havaiana. Ele foi educado na Saint Louis School, Kamehameha Schools e Oahu College.
Beckley serviu como a última intérprete oficial da Suprema Corte antes da derrubada do Reino do Havaí. Depois disso, ele continuou a trabalhar como tradutor e foi intérprete para o Tribunal do Primeiro Circuito do Território do Havaí de 1906 a 1914. Em 1900, ele concorreu à Câmara dos Representantes Territoriais do Havaí representando Maui como candidato do Partido do Governo do Havaí, liderado pelo ex- revolucionário monarquista Robert William Wilcox. Enquanto na legislatura, ele atuou como vice-presidente em 1901 e 1902 foi presidente da Câmara de 1903 a 1904. Mais tarde, ele se juntou ao Partido Republicano do Havaí.
Mais tarde na vida, ele se tornou um educador. Ele ensinou história e língua havaiana na McKinley High School e foi o primeiro professor de língua havaiana na Universidade do Havaí em 1922.
Ele se casou com Alice L. K. Heanu em 2 de outubro de 1902. Eles tiveram nove filhos. Beckley morreu em 20 de dezembro de 1943.